# Pedro da Silva Martins
Pedro da Silva Martins (Lisboa, 11 de Maio de 1976) é um compositor, letrista e guitarrista português, celebrizado pelo grupo Deolinda (do qual é autor de todas músicas e letras) e pela autoria de canções para outros artistas e interpretes como Mariza, Ana Moura, António Zambujo, Cristina Branco, Lena d´Água, Fábia Rebordão, Helder Moutinho, Melech Mechaya, Anabela, Marafona, Azeitonas e Rita Redshoes. Foi autor de vários textos e argumentos para televisão portuguesa. Como músico, foi membro fundador do grupo Bicho de 7 cabeças, onde se destacou como letrista. 

## Biografia
Pedro da Silva Martins nasceu na capital portuguesa, no dia 11 de Maio de 1976. 
Em 2006, surge o grupo Deolinda, a partir de 4 canções que compôs. É o autor de todas as músicas e letras do grupo. Alguns dos principais sucessos musicais da banda são Movimento Perpétuo Associativo, Fon Fon Fon, Fado Toninho, Clandestino, Mal por Mal, Um Contra o Outro e Passou por Mim e Sorriu ou Seja Agora. É ainda autor da letra e da música Parva que Sou que rapidamente se tornou um hino da juventude. 
Em dezembro desse ano, compõe um tema para o espectáculo de Videomapping "Circo de Luz" no Terreiro do Paço. 
Em 2014, o álbum "Desfado" ganha o Prémio Amália para melhor disco, com a seguinte menção honrosa ao tema: “O júri decidiu atribuir o prémio a este álbum pelo que ele encerra de qualidade poética, musical e interpretativa. Mas, sobretudo, brindar a originalidade do tema que lhe dá título e que em nada belisca a tradição, na inovação para a evolução”.
Em Outubro de 2014, a convite do ilustrador João Fazenda, estreou-se na escrita para teatro na peça infantil intitulada "Retrato Falado", que esteve em cena no Teatro Maria Matos.
Em Novembro de 2014, é uma das 30 figuras da música portuguesa escolhidas para a edição especial dos 30 anos da revista Blitz.
Em Julho de 2015 é editado o livro infantil "Porque Chora o Rei?", do qual é co-autor com Ana Leonor Tenreiro. O livro tem ilustrações de João Fazenda.
Em 2018 participa como autor no disco "Nação Valente" de Sérgio Godinho. 
Em Abril de 2019 é co-autor, juntamente com Luis José Martins, da banda sonora para o espectáculo de videomaping "Memórias de Abril", no Terreiro do Paço, inserido nas cerimónias dos 45 anos da revolução do 25 de Abril. Em Maio, como autor e produtor, é responsável pelo disco "Desalmadamente" da Lena d´Água. Todas as composições e letras são da sua autoria, incluindo o tema-single "Grande Festa".  
A 28 de Novembro, participa como autor convidado no disco "SPA&MACA Sino-Portuguese Music Collection", para onde compõe um tema, cuja letra foi escrita pela letrista chinesa Wong Hin Cheng.
Em Novembro, estreia o filme "Technoboss", do realizador João Nicolau, no qual participa como autor da banda sonora, juntamente com Luis José Martins e Norberto Lobo. 
Em Maio de 2020 compõe, em parceria com a escritora Luísa Ducla Soares o tema "Corona, Corona" para o projecto artístico-literário "Bode Inspiratório".     

## Prémios e Reconhecimento
Venceu o Prémio Melhor Canção do Ano de 2012, com o tema "Desfado", escrito para o disco homónimo de Ana Moura, atribuído pela Sociedade Portuguesa de Autores. A mesma canção ganha, em Maio de 2013, o Globo de Ouro para Melhor Canção. 
O álbum "Mundo" de Mariza, o qual inclui o tema "Saudade Solta" é nomeado para os Grammy Latinos de 2016, na categoria de “Melhor álbum pop contemporâneo em Língua Portuguesa”. 
Em Março de 2016, tinha 6 álbuns e 23 canções no top 30 nacional de vendas. No mesmo ano, integra a lista de autores convidados pela RTP, a compor um tema para o Festival da Canção 2017, que será interpretado por Lena D´Àgua, a convite dele. 
Em Julho de 2020, o disco Desalmadamente vence o Prémio da Crítica, nos prémios PLAY, e no ano seguinte ganha o Prémio José Afonso. 
É autor da canção Um contra o outro, gravada pelos Deolinda, uma das 150 canções, que constam na antologia As Palavras das Canções, organizada por João Calixto, editada com o apoio da Sociedade Portuguesa de Autores. 

## Grupos
- Bicho de 7 Cabeças (2003-2006)
- Deolinda (2006-)
- Lena d´Água (2019-)

## Discografia
Com os Deolinda 
- Canção ao Lado, 2008
- Dois Selos e Um Carimbo, 2010
- Deolinda no Coliseu dos Recreios, 2011
- Mundo Pequenino, 2013
- Outras Histórias, 2016

Com a Lena d´Água:
- Desalmadamente, 2019 [25]
- Tropical Glaciar, 2024 [26]

| Ano  | Artista             | Álbum                           | Temas |
| ---- | ------------------- | ------------------------------- | --- |
| 2011 | Cristina Branco     | Não Há Só Tangos Em Paris       | Autor do tema-single: "Não há só tangos em Paris" que deu nome ao álbum |
| 2012 | Claud               | Ministério do Amor              | Autor do tema-single: "Esta coisa de andar triste" |
| 2012 | António Zambujo     | Quinto                          | Autor dos temas: "Algo estranho acontece" e "Queria conhecer-te um dia" |
| 2012 | Ana Moura           | Desfado                         | Autor do tema "Desfado", que dá nome ao álbum e que um dos temas mais bem-sucedidos de Ana Moura. Auto do tema "Havemos de acordar" que tem a participação especial do saxofonista Tim Ries |
| 2013 | Cristina Branco     | Alegria                         | Autor do tema "Digam o que digam" - a canção que no disco chama-se "Deolinda" |
| 2014 | Melech Mechaya      | Gente Estranha                  | Autor da letra do single: "Gente Estranha" que deu nome ao álbum |
| 2014 | Ricardo Fino        | Tardio                          | Autor do tema: "Nesta Enfermaria" |
| 2014 | António Zambujo     | Rua da Emenda                   | Autor da letra e co-autor da música, com Luís José Martins, do tema "Despassarado" Co-autor da música "Valsa de um Pavão Ciumento" com letra de João Monge                                  |
| 2015 | Anabela             | Casa Alegre                     | Autor do tema: "Minhas Amigas" |
| 2015 | Mariza              | Mundo                           | Autor da letra e co-autor da música, com Luís José Martins, do tema "Saudade Solta" |
| 2015 | Ana Moura           | Moura                           | Autor da letra e co-autor da música, com Luís José Martins, do tema "Ai Eu" |
| 2016 | Marafona            | Está Dito!                      | Autor do tema "Chovesse Tinto" |
| 2016 | Helder Moutinho     | Manual do Coração               | Co-autor com Luís José Martins, dos temas "Manual do Coração" e "O Meu Coração Tem Dias" com letras de João Monge                                                                           |
| 2016 | Fábia Rebordão      | Eu                              | Autor do tema "Suspiro" |
| 2016 | Cristina Branco     | Menina                          | Co-autor com Luís José Martins, dos temas "Não Há Ponte Sem Nós" e "Saber Aqui Estar") |
| 2016 | Rita Redshoes       | Her                             | Co-autor com Rita Redshoes, do tema "Vestido" |
| 2017 | Lena d'Água         | Festival RTP da Canção 2017     | Autor do tema "Nunca Me Fui Embora" |
| 2017 | Marco Rodrigues     | Copo Meio Cheio                 | Co-autor com Luís José Martins, do tema "Mal Dormido" |
| 2017 | Cuca Roseta         | Luz                             | Co-autor da letra com Cuca Roseta, e da música com Luís José Martins do tema "Balelas" Co-autor dos temas "Luzinha" e "Até ao Amanhecer" com Luís José Martins                              |
| 2018 | Sérgio Godinho      | Nação Valente                   | Co-autor da música "Até já, Até já" com letra de Sérgio Godinho |
| 2018 | Elisa Rodrigues     | As Blue As Red                  | Autor da música e letra "Vai Não Vai" |
| 2018 | Liana               | Notícia de Abertura             | Autor da música e letra "Verde Para Crer" |
| 2018 | António Zambujo     | Do Avesso                       | Autor da letra "Arrufo", Música António Zambujo |
| 2019 | Lena d'Água         | Desalmadamente                  | Autor de todas as letras e músicas do álbum |
| 2019 | Catarina Rocha      | Vida                            | Autor da letra do single "Fado Abananado" |
| 2019 | Rita Redshoes       | Lado Bom                        | Autor da letra do Single "Amor Não é Razão", música Rita RedShoes |
| 2019 | SPA&MACA            | Sinoportuguese Music Collection | Autor da música "Distant Dream" com letra de "Wong Hin Cheng" |
| 2020 | Cristina Branco     | Eva                             | Co-Autor com Luís José Martins do single "Prova de Esforço" e da faixa "Inferno do Céu" |
| 2020 | Cláudia Pascoal     | !                               | Co-Autor com Luís José Martins do single "Espalha Brasas" |
| 2020 | Los Cavakitos       | Lobito Mariachi                 | Autor da música e letra do single "Lobito Mariachi" |
| 2020 | "Bode Inspiratório" | Corona, Corona                  | Autor da música "Corona, Corona", poema de Luísa Ducla Soares |
| 2020 | Joana Almeida       | Deslumbramento                  | Co-Autor com Luís José Martins do single "Anda bonita a solidão" |
| 2021 | Azeitonas           |                                 | Autor do single "Guitarrista do Liceu" |
| 2021 | António Zambujo     | Voz e Violão                    | Co-autor com Luís José Martins dos singles "Lote B" e "Bricolage" |
| 2021 | Fábia Rebordão      | Eu Sou                          | Co-autor com Luís José Martins do single "Má Onda" |
| 2021 | Ricardo Fino        | Olhar                           | Autor da letra do tema "Favor" com música de Ricardo Fino |
| 2021 | Catarina Rocha      | Sorte                           | Autor das letras dos singles "Bicadas no Fado" e "Fado Spray" |
| 2021 | Beato               |                                 | Co-autor da letra do tema "Pé de Chumbo" |
| 2021 | Pierre Aderne       |                                 | Autor da letra do tema "Cais do Ginjal" |
| 2021 | António Zambujo     | Programa É Urgente o Amor       | É co-autor do tema do genérico "É Urgente o Amor", cantado por António Zambujo |